# Švábov
Švábov település Csehországban, a Jihlavai járásban. Švábov Batelov és Horní Cerekev településekkel határos. Lakosainak száma 90 fő (2024. január 1.).

## Népesség
A település lakosságának változását az alábbi diagram mutatja:
| Lakosok száma | 199  | 206  | 220  | 134  | 121  | 66   | 69   | 74   | 75   | 90   |
|               | 1869 | 1900 | 1921 | 1961 | 1980 | 2011 | 2016 | 2019 | 2021 | 2024 |